# Henri-Pons de Thiard de Bissy
Henri-Pons de Thiard de Bissy (ur. 25 maja 1657 w Pierre-de-Bresse, zm. 26 lipca 1737 w Paryżu) – francuski duchowny katolicki, kardynał, biskup Meaux, opat Saint-Germain-des-Prés.

## Życiorys
Pochodził z arystokratycznego rodu. 10 marca 1692 został wybrany biskupem Toul. 24 sierpnia 1692 przyjął sakrę z rąk arcybiskupa Hardouina Fortin de la Hoguette (współkonsekratorami byli biskupi Louis de Thomassin i Armand de Chalucet). 9 lutego 1705 przeszedł na biskupstwo Meaux, na którym pozostał już do śmierci. 29 maja 1715 Klemens XI wyniósł go do godności kardynalskiej z tytułem prezbitera Santi Quirico e Giulitta. Wziął udział w konklawe wybierających Innocentego XIII, Benedykta XIII i Klemensa XII.